# Joris Ouwerkerk

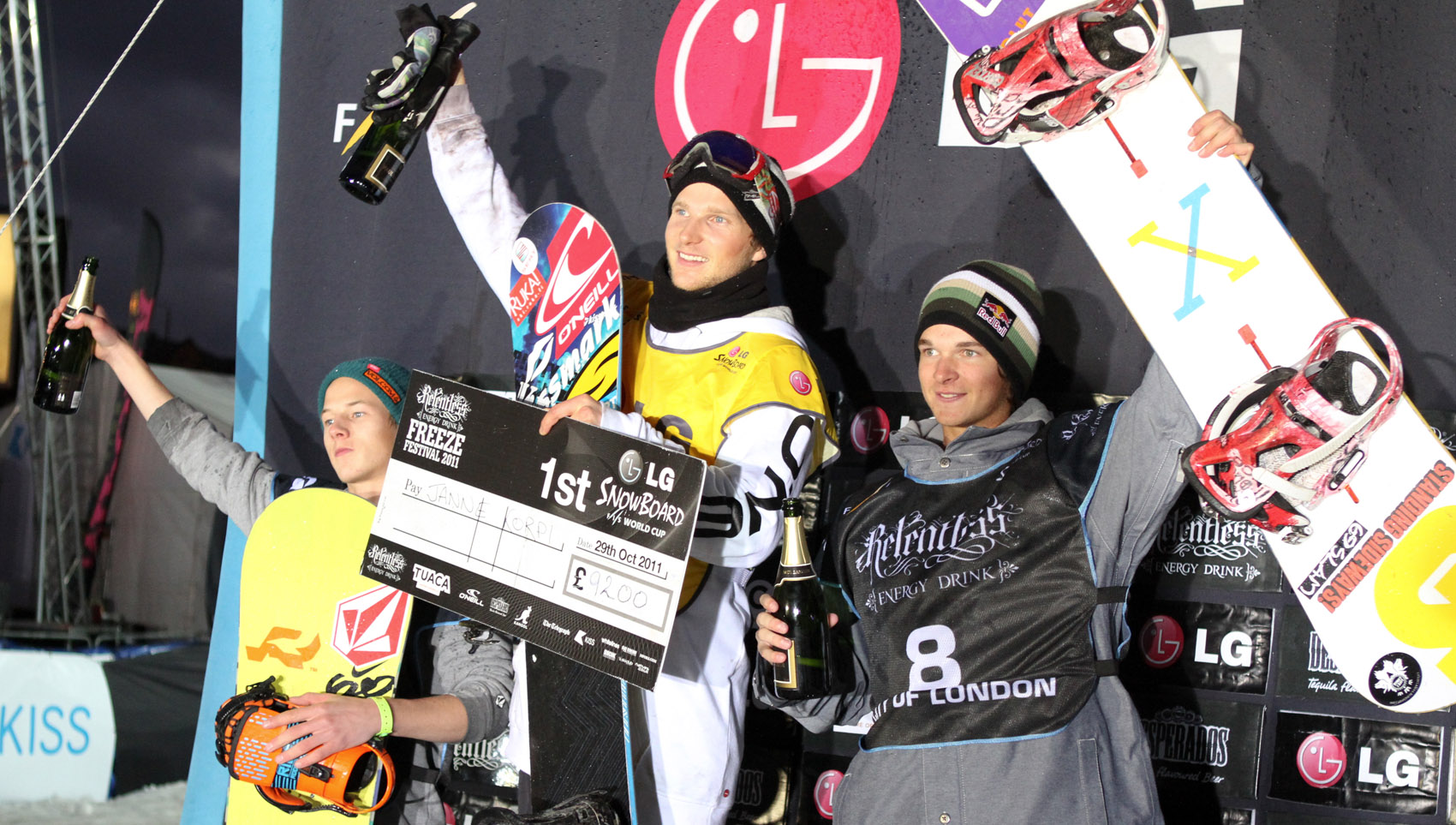
Joris Ouwerkerk

Joris Ouwerkerk (ur. 20 lipca 1992) – holenderski snowboardzista, specjalizujący się w konkurencjach Big Air i Slopestyle. Jak dotąd nie startował w mistrzostwach świata ani na zimowych igrzyskach olimpijskich. Najlepsze wyniki w Pucharze Świata osiągnął w sezonie 2010/2011, kiedy to zajął 87. miejsce w klasyfikacji generalnej (AFU), a w klasyfikacji big air uplasował się na 42. pozycji.

## Sukcesy

### Puchar Świata

#### Miejsca w klasyfikacji generalnej
- - AFU[2]
- 2010/2011 – 87.
- 2011/2012 –

#### Miejsca na podium
1. Londyn – 29 października 2011 (Big Air) – 3. miejsce